# Maxton
Maxton és una població dels Estats Units a l'estat de Carolina del Nord. Segons el cens del 2000 tenia 2.551 habitants.

## Demografia
Segons el cens del 2000, Maxton tenia 2.551 habitants, 985 habitatges i 676 famílies. La densitat de població era de 441,7 habitants per km².
Dels 985 habitatges en un 31,7% hi vivien nens de menys de 18 anys, en un 36,3% hi vivien parelles casades, en un 28,4% dones solteres, i en un 31,3% no eren unitats familiars. En el 27,9% dels habitatges hi vivien persones soles l'11,7% de les quals corresponia a persones de 65 anys o més que vivien soles. El nombre mitjà de persones vivint en cada habitatge era de 2,58 i el nombre mitjà de persones que vivien en cada família era de 3,16.
Per edats la població es repartia de la següent manera: un 29,3% tenia menys de 18 anys, un 9,1% entre 18 i 24, un 26% entre 25 i 44, un 22,7% de 45 a 60 i un 12,9% 65 anys o més.
L'edat mediana era de 34 anys. Per cada 100 dones de 18 o més anys hi havia 78 homes.
La renda mediana per habitatge era de 23.143 $ i la renda mediana per família de 30.039 $. Els homes tenien una renda mediana de 27.259 $ mentre que les dones 20.218 $. La renda per capita de la població era de 12.783 $. Entorn del 23,7% de les famílies i el 28,5% de la població estaven per davall del llindar de pobresa.

## Poblacions més properes
El següent diagrama mostra les poblacions més properes.